# Haniska (district de Prešov)
Pour les articles homonymes, voir Haniska.
Haniska est un village de Slovaquie situé dans la région de Prešov.

## Histoire
Première mention écrite du village en 1288.

## Démographie

### Évolution de la population
| Année:               | 1994. | 2004.    | 2014.    | 2024.    |
| -------------------- | ----- | -------- | -------- | -------- |
| Nombre de personnes: | 514   | 586      | 677      | 745      |
| Différence:          |       | +14,00 % | +15,52 % | +10,04 % |

| Année:               | 2023. | 2024.   |
| -------------------- | ----- | ------- |
| Nombre de personnes: | 734   | 745     |
| Différence:          |       | +1,49 % |

## Infrastructure
- Émetteur d'ondes moyennes avec un pylone d'une hauteur de 220 mètres.